# رايدر سترونج
رايدر سترونج (بالإنجليزية: Rider Strong)‏ (و. 1979  م) هو مخرج أفلام، وكاتب سيناريو، وممثل مسرحي، وممثل أفلام، وممثل تلفزي، ومؤدي أصوات أمريكي، ولد في سان فرانسيسكو.

## التعليم
تعلم في جامعة كولومبيا.

## وصلات خارجية
- رايدر سترونج على موقع IMDb (الإنجليزية)
- رايدر سترونج على موقع ألو سيني (الفرنسية)
- رايدر سترونج على موقع ميوزك برينز (الإنجليزية)
- رايدر سترونج على موقع أول موفي (الإنجليزية)
- رايدر سترونج على موقع قاعدة بيانات برودواي على الإنترنت (الإنجليزية)
- رايدر سترونج على موقع إن إن دي بي (الإنجليزية)
- رايدر سترونج على موقع قاعدة بيانات الفيلم (الإنجليزية)
- رايدر سترونج على موقع كينوبويسك (الروسية)